# اسپرس سکه‌ای
اسپرس سکه‌ای، اسپرس سراوانی (نام علمی: Onobrychis nummularia) نام یک گونه از سرده اسپرس است.